# Николь, Леон
Леон Николь (фр. Léon Nicole; 10 апреля 1887, Моншеранд, — 28 июня 1965, Женева) — швейцарский политический деятель, агент советской разведки.

## Биография
Родился в крестьянской семье. Был женат на сестре супруги доктора Марио Бьянки.
Работал почтовым служащим. В 1909 году вступил в Социалистическую партию Швейцарии. 20-го мая 1909 года у Николя родился сын Пьер. В 1918 году во время всеобщей забастовки в Женеве был арестован. По решению военного суда оправдан. В 1919 году основал газету «La Voix дю Travail», а затем стал её редактором. С 1919 года по 1939 год был в составе Женевского национального совета СПР.
С конца 1920-х годов конфликтовал с руководством Социалистической партии Швейцарии, поскольку поддерживал антивоенное движение в Коминтерне и советскую внешнюю политику.
В 1932 году был председателем Социалистической партии Швейцарии. Впоследствии стал видным деятелем и первым руководителем Швейцарской партии труда, преемницы коммунистической партии.
Когда в условиях экономического кризиса поддержка социалистов в Женеве резко выросла, ультраправая партия Национальный союз в 1932 году инспирировала «общественный суд» против Леона Николя и его соратника Жака (Якова) Дикера. Демонстрация левых в поддержку Леона Николя была расстреляна военными; было убито 13 и ранено 62 человека. Леон Николь и 39 активистов были арестованы и помещены в тюрьму Сан-Антуан, газета «Красное знамя» запрещена. В 1933 году Николь был приговорён к шести месяцам тюремного заключения.
С 1933 года по 1936 год руководил «Красной Женевой». Стал ярым сторонником Советского Союза.
В 1939 году вместе со своим другом секретарем швейцарской КП Карлом Гофмайером посетил Москву. После заключения пакта Молотова — Риббентропа был исключен из Швейцарской социалистической партии за его поддержку.
Поддерживал тесные связи с Ноэлем Филдом, Шандором Радо и Рашель Дюбендорфер. В группе «Красная тройка» играл роль наводчика и вербовщика. После Второй мировой войны сотрудничал с советским посольством в Берне. Во время войны вступил в Швейцарскую партию труда.
В 1952 году Швейцарская партия труда исключила его из своих рядов по обвинениям в титоизме. Основал недолго просуществовавшую Прогрессивную партию. Скончался 28 июня 1965 года.

## Сочинения
- Die Wiederaufnahme der Beziehungen zwischen der Schweiz und der UdSSR
- Nicole, Léon. — [s. l.] : L. Nicole, [um 1940]
- Meine Reise in die Sowjetunion
- Nicole, Léon. — Zürich : Stauffacher, 1939
- Auf zum Kampf für eine wirkliche Erneuerung
- Nicole, Léon. — Genf : Sozialistische Föderation d. Schweiz, 1940
- Nicole Léon Mon voyage en U.R.S.S. 14 février-14 mars 1939
- Nicole Léon Auf zum Kampf für eine wirkliche Erneuerung: was das Schweizervolk wissen muss
- Nicole Léon Die Wiederaufnahme der Beziehungen zwischen der Schweiz und der UdSSR
- Nicole Léon Branle-Bas de renouveau Coopérative d’imprimerie, 1940
- Nicole Léon Des grands travaux ! Une Genève moderne, son équipement ferroviaire
- Nicole Léon Was das Schweizervolk wissen muss: Auf zum Kampf für eine wirkliche Erneuerung
- Nicole Léon Was der Bürger von der Partei der Arbeit wissen muss
- Nicole Léon Les luttes politiques à Genève: Réponse à un acte d’accusation dressé contre Léon Nicole
- Nicole Léon Le grand meeting de la Maison communale de Plainpalais à Genève, 16 novembre 1944, 4500 participants: le texte sténographique du discours de Léon Nicole
- Nicole Léon Meine reise in die Sowjetunion
- Nicole Léon Pour la sauvegarde des droits et libertés populaires
- Nicole Léon La reprise des relations avec l’union soviétique
- Nicole Léon Russie soviétique et Confd́ération suisse
- Nicole Léon En Espagne républicaine et sur le front de Madrid, du 11 au 28 novembre 1937
- Nicole Léon Contre les folles dépenses militaires
- Nicole Léon L’affaire des faux affidavits: Le plus grand scandale financier que la Suisse ait connu depuis longtemps
- Nicole Léon Voyage en U.R.S.S: conférences données à Genève, Lausanne et La Chaux-de-Fonds les 25 juin, 5 et 11 juillet 1951
- Nicole Léon Lettre ouverte à mes amis socialistes suisses
- Nicole Léon Ce que le peuple suisse doit savoir: Branle-bas de renouveau